# 창녕 청련사 반자
창녕 청련사 반자(昌寧 靑蓮寺 飯子)는 대한민국 경상남도 창녕군 계성면 사리, 청련사에 있는 조선시대의 반자이다. 2008년 1월 10일 경상남도의 문화재자료 제432호로 지정되었다.

## 개요
창녕 청련사 반자는 동체 측면에 점각(點刻)되어 있는 명문(銘文)에 의해 조선 정조 4년(1780)에 제작된 것임을 밝혀졌고, 조선후기 반자 양식을 나름대로 잘 간직한 채 제법 규모가 큰 반자이다.

## 참고 문헌
- 창녕 청련사 반자 - 국가유산청 국가유산포털